# Gunnar Landtman

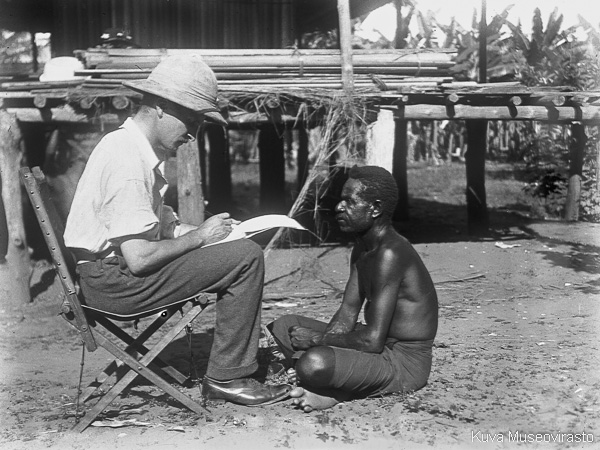
Gunnar Landtman in Britisch-Neuguinea.

Gunnar Landtman (* 6. Mai 1878 in Helsinki; † 30. Oktober 1940 ebenda) war ein  finnischer Ethnologe, Philosoph, Soziologe und Anthropologe. Er war ein Schüler von Edward Westermarck.

## Leben

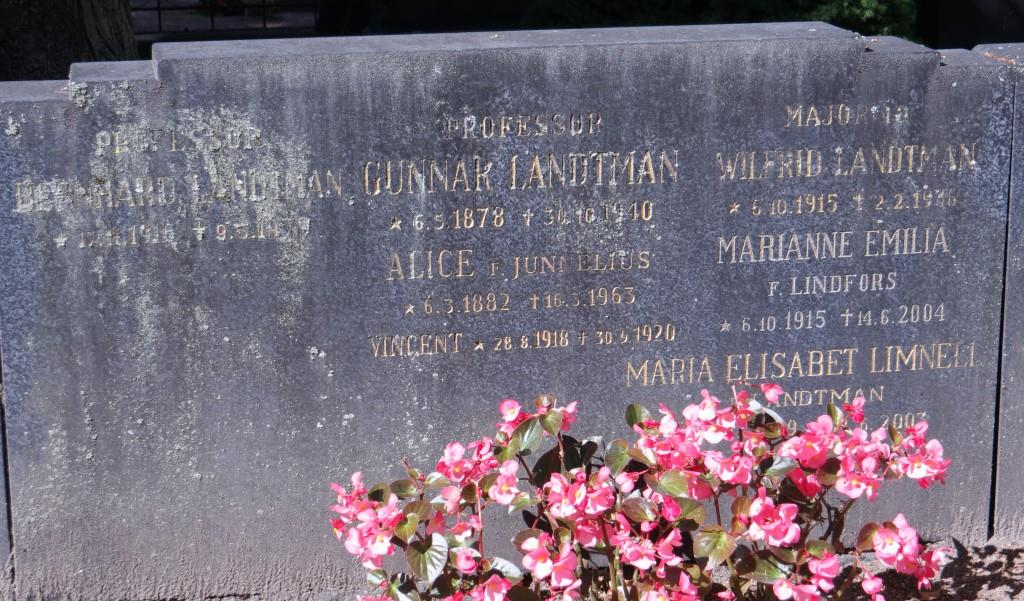
Grab von Gunnar Landtman auf dem Friedhof Hietaniemi in Helsinki

1910–1912 betrieb er Feldforschung in Britisch-Neuguinea, wo er über die Kiwai-Papua arbeitete. Wie später noch Paul Wirz bei den Marind-anim in Süd-Neuguinea, gelang es ihm, die letzten Spuren einer sich in rasantem Wandel befindlichen Welt der Ureinwohner im Kiwai-Distrikt von Britisch-Neuguinea einzufangen. Sein ethnologisches Œuvre war von großem Einfluss auf das Spätwerk La mythologie primitive von Lucien Lévy-Bruhl.
Sein international vielbeachtetes Hauptwerk über die Ungleichheit der sozialen Klassen erschien zuerst 1938 in London.

## Werke
- The origin of priesthood. Helsingfors, Ekenäs 1905 (Diss.)
- Papualaisten parissa: oleskelultani Uuden Guinean alkuasukkaiden keskuudessa (1914)
- Folktales of the Kiwai Papuans. Acta societatis scientiarum fennicae, XLVII (1917)
- Finlands väg till oavhängighet (1919)
- Finlands svenska folkdiktning 7,1: Övernaturliga väsen, 1919
- Johdatus filosofiseen ajatteluun (Inledning till det filosofiska tänkandet, 1920)
- Immanuel Kant: hans liv och filosofi (1922)
- Naturfolkens diktning och dess betydelse (1925)
- Finlands svenska folkdiktning 7,2: Växtlighetsriter, 1925
- Finlands svenska folkdiktning 7, 1927
- The Kiwai Papuans of British New Guinea: A nature-born instance of Rousseau's ideal community, London, Macmillan 1927
- Satumaa ja sen asukkaat: Kiwai-papualaiset Uuden-Guinean jättiläissaarella (1932)
- Ett sagoland och dess infödingar: Kiwai-Papuanerna pa Söderhavets tropiska jätteö. Natur och Kultur 1931
- Ethnographical collection from the Kiwai district of British New-Guinea in the National Museum of Finland, Helsingfors (Helsinki). A descriptive survey of the material culture of the Kiwai people. Helsingfors (Helsinki) 1933
- "The origins of sacrifice as illustrated by a primitive", in: Essays presented to  C. G. Seligman (1934)
- Det rättas värde (1937)
- The origin of the inequality of the social classes (1938)
- Studenter under Finlands kampår 1898–1909, Helsingfors, Mercator 1940
- Edv. Westermarck: Minnestal vid Finska Vetenskaps-Societetens sammanträde den 21. Okt. 1940, Helsingfors 1940